# Valentin Belkevich
Valyantsin Mihaylavich Byalkevich  - em bielorrusso, Валянціна Міхайлавіч Бялькевіч - ou Valentin Nikolayevich Belkevich - em russo, Валентин Николаевич Белькевич (Minsk, 27 de janeiro de 1973 — Kyiv, 1 de agosto de 2014) foi um futebolista bielorrusso.
Foi um dos principais jogadores da Bielorrússia desde a independência do país, juntamente com Alyaksandar Hleb, Vitali Kutuzov, Sergey Gurenko, Iuri Jevnov e Maxim Romaschenko.

## Carreira
Por clubes, Belkevich destacou-se inicialmente no Dínamo Minsk, clube onde iniciou a carreira em 1991 e atuaria até 1996 (202 jogos, 43 gols), sendo contratado em seguida pelo clube homônimo de Kiev.
Chegou a ser impedido de jogar competições europeias após ser flagrado no exame antidoping em 1994, quando atuava no Dínamo de Minsk. Recebeu o prêmio de melhor jogador bielorrusso no ano seguinte.
Em 2008, ganhou a cidadania ucraniana, mas não teve tempo de desfrutar da nova nacionalidade, pois o Dínamo de Kiev não renovou seu contrato. Belkevich, então, foi contratado pelo Inter Baku do Azerbaijão, onde fez apenas cinco jogos antes de se aposentar em 2009, aos 36 anos, e com 26 títulos conquistados (seis pelo Dínamo de Minsk, vinte pelo Dínamo de Kiev).

## Carreira na Seleção
Pela Seleção Bielorrussa de Futebol entre 1992 e 2005, Belkevich foi convocado 56 vezes para defender o selecionado, marcando dez gols.

## Após a aposentadoria
Pouco depois de encerrar a carreira de jogador, Belkevich voltaria ao Dínamo de Kiev em 2010, para comandar o time de reservas. Entre 2012 e 2013, comandou as categorias de base, treinando novamente os suplentes do Dínamo ainda em 2013, exercendo o cargo até sua morte.

## Morte
Em 1 de agosto de 2014, Belkevich morreu vitimado por um aneurisma, aos 41 anos de idade. Era pai de uma menina, fruto de seu relacionamento com a cantora Anna Sedokova, em 2004.